# Raskifa
Raskifa (también conocido como Ras Kifa, R'asKifa, en árabe: راسكيفا‎: en árabe: راسكيفا‎) es un pueblo localizado en el Distrito de  Zgharta en la Gobernación de Líbano Norte (en árabe: راسكيفا‎) aproximadamente a 58 km al Noreste de Beirut, la capital del Líbano. Su población es maronite, católica y cristianos ortodoxoso en Líbano griego ortodoxo.

## Patrimonio
Existen muchos lugares en los alrededores de  Raskifa declarados como patrimonio de la humanidad por la UNESCO; el más cercano es el Valle de Qadisha, declarado como patrimonio en 1998 sobre cuyas rocas se encuentra erigido Raskifa; y el Bosque de los cedros de Dios que se encuentra a una distancia de aproximadamente 18 km al Sureste.

## Galería

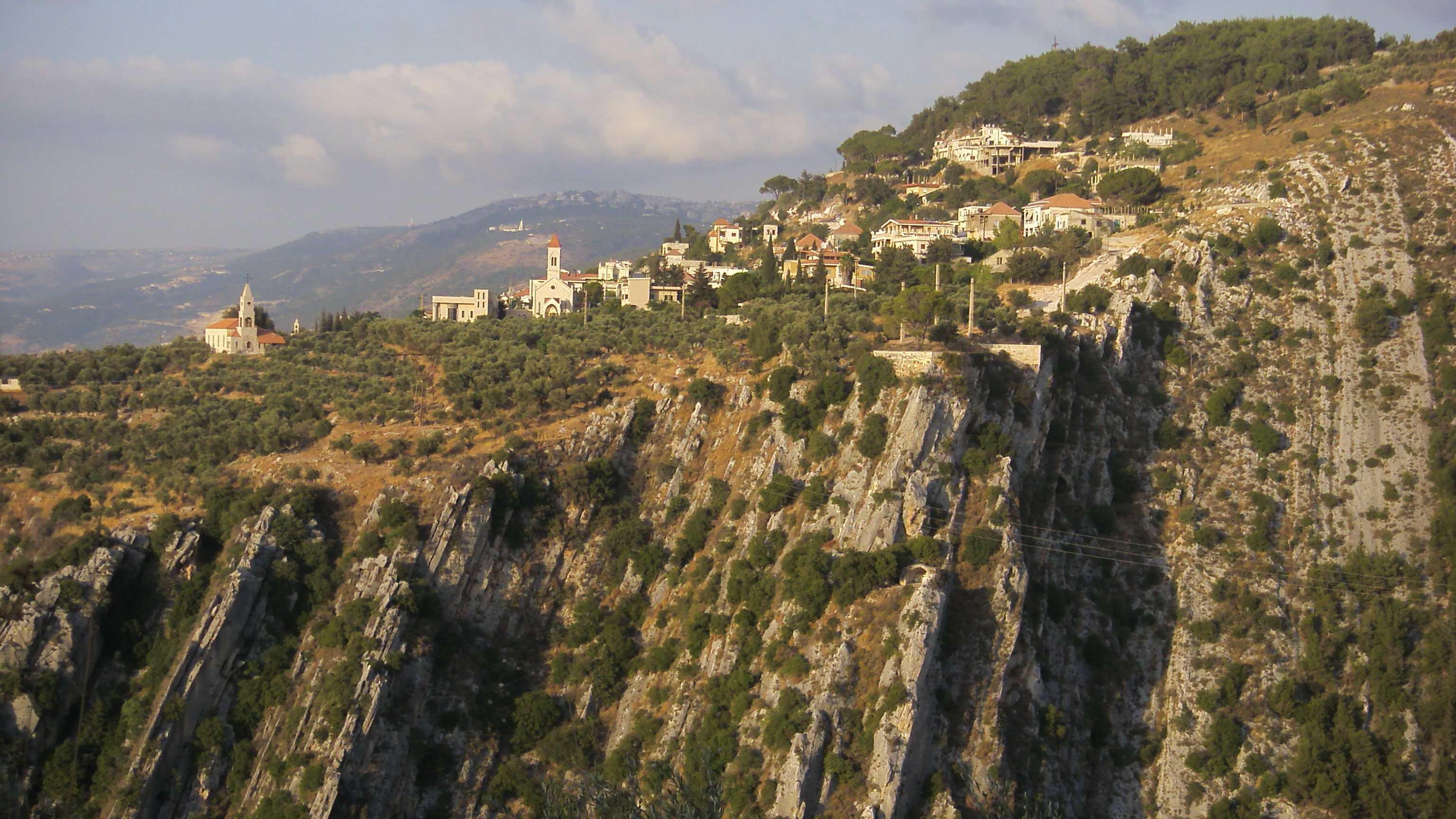
Raskifa está construido sobre las rocas del Valle de Qadisha
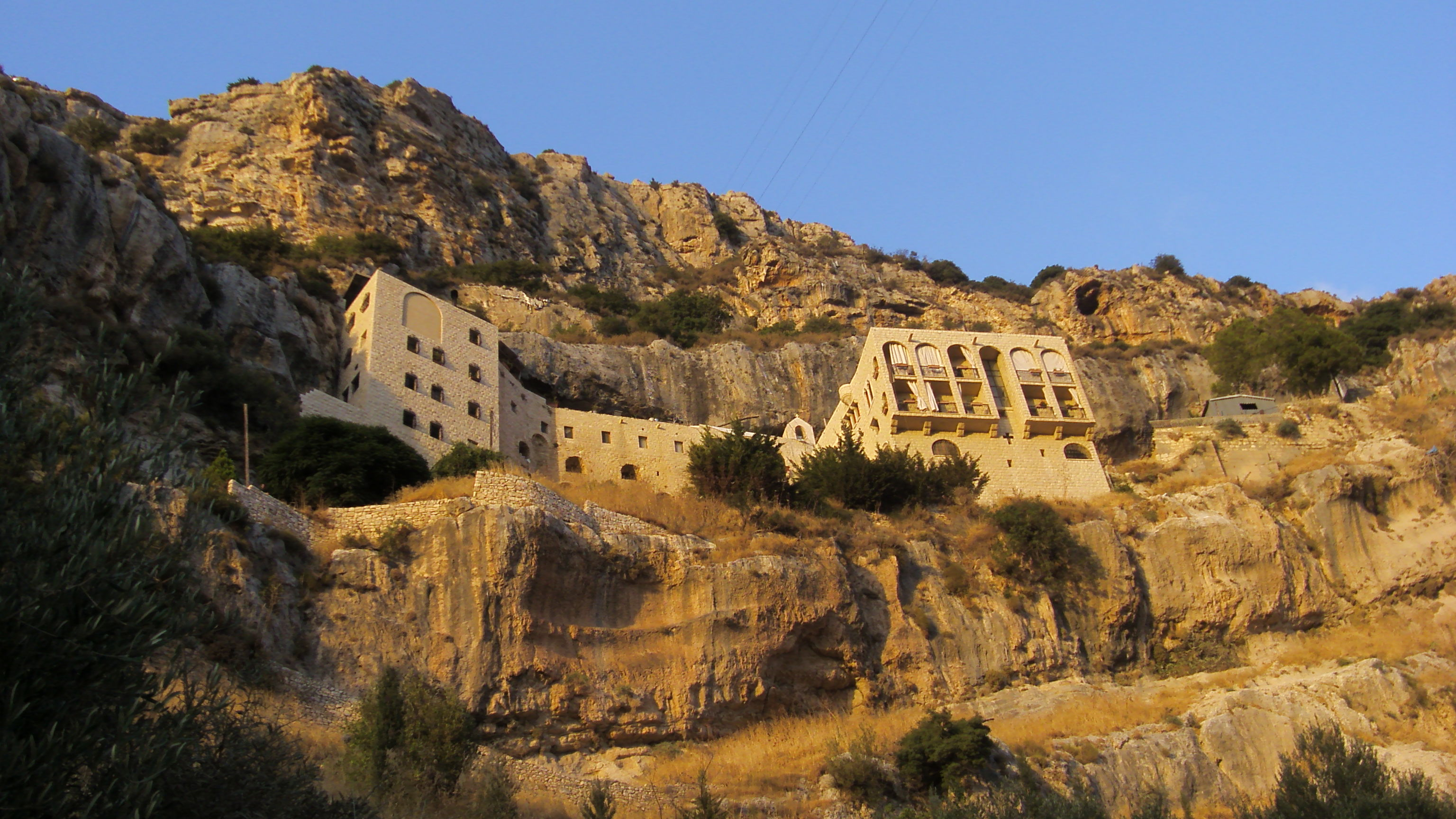
Monasterio ortodoxo griego en Raskifa
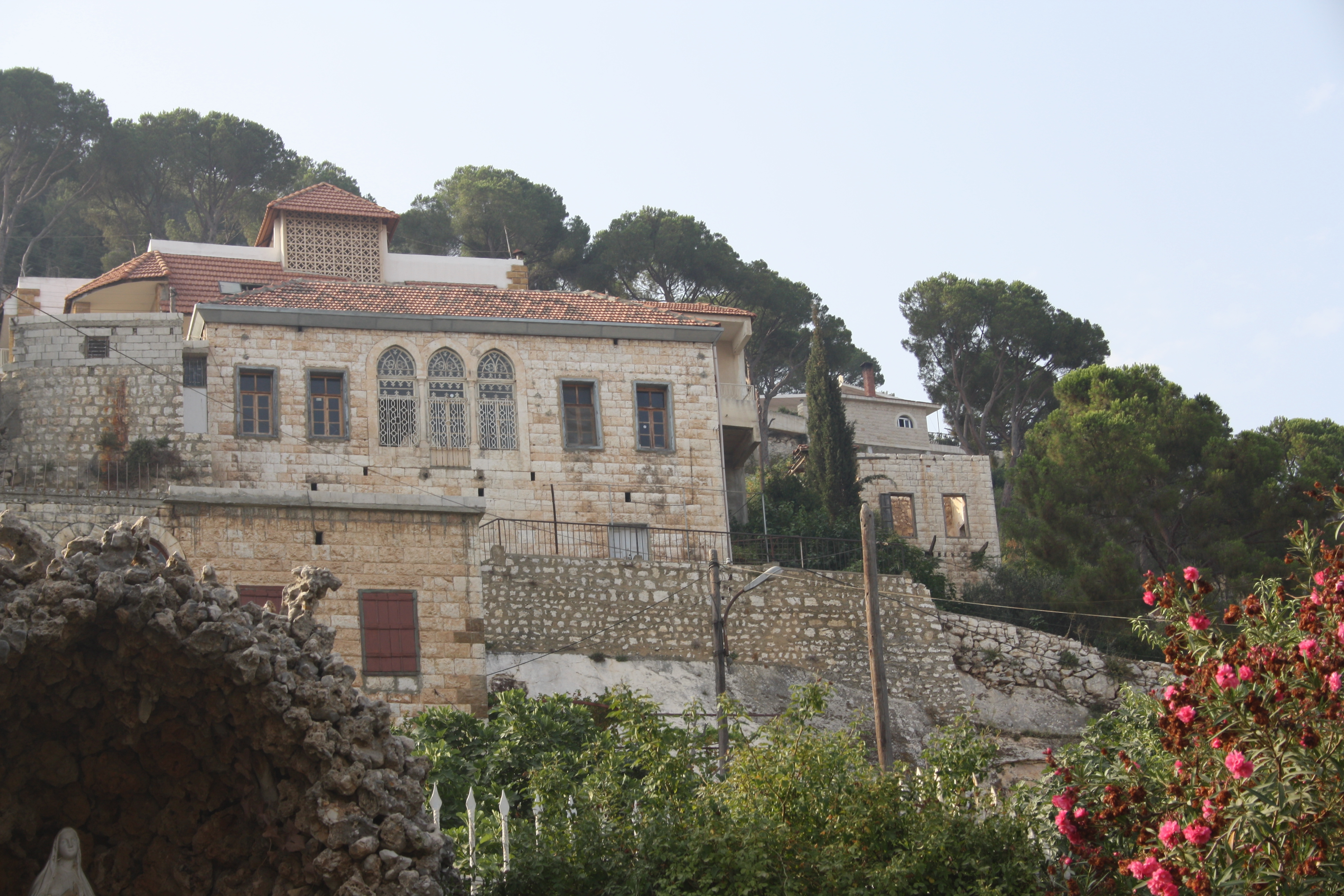
Casa tradicional en Raskifa